# Перша громадянська війна в Казахському ханстві

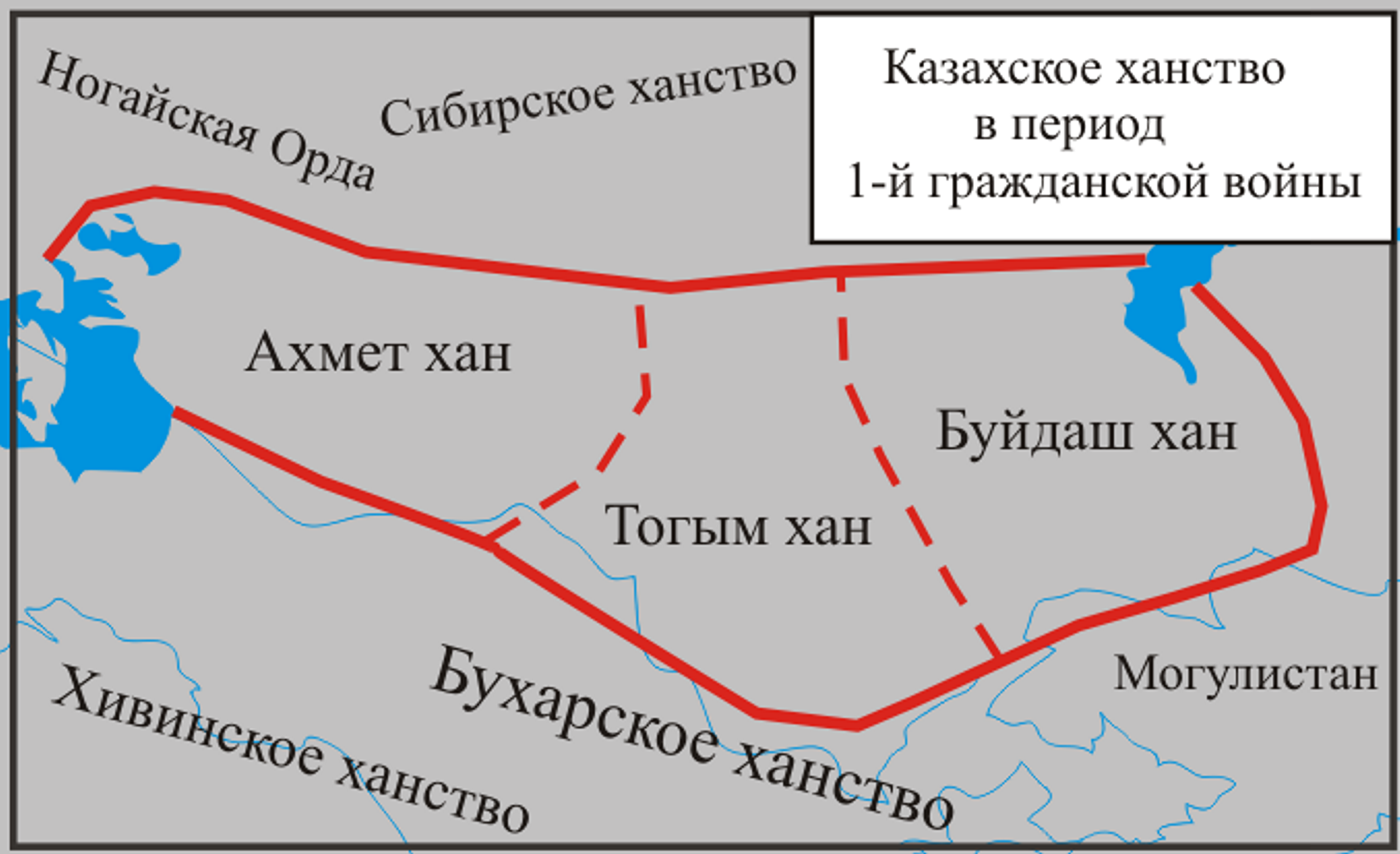

Перша громадянська війна в Казахському ханстві (1522−1538) — міжусобна боротьба в Казахському ханстві між нащадками Жанібека. Почалась після смерті Касим-хана.

## Передісторія
Казахське ханство початку XVI століття було потужною регіональною державою, що могла протистояти будь-якій сусідній країні. За часів правління Касим-хана відбулось об'єднання всіх племен і народів Східного Половецького поля в єдину державу — Казахське ханство. Втім одразу після смерті Касима почалась міжусобна війна між нащадками Жанібека за ханський трон.

## Перебіг подій
Спадкоємець Касим-хана Мамаш не зміг протистояти Ногайській орді, що захопила територію до річки Тургай. Після смерті Мамаш-хана, за правління Тахір-хана, почалось ойратське вторгнення до Казахського ханства. Від того моменту почалась війна між ойротами та казахами. Тахір-хан не зміг приборкати впливових султанів Казахського ханства, таких як правитель Жетису Буйдаш-хан і правитель Сигнака Ахмат.
Тахір зазнав поразки від правителя Могулістану Кельді-Мухаммеда й утік до Киргизстану, де й загинув. Після цього новим ханом став Тугум. Утім його владу не визнали Буйдаш і Ахмат, які також проголосили себе ханами. В той час з'явився син Касим-хана, султан Хак-Назар, правитель Сузака. Він визнав Тугума ханом.
Ахмат розпочав похід проти Ногайської орди, але був розбитий ногайцями та потрапив до них у полон із п'ятнадцятьма своїми синами. 1535 року Ахмата вбив Орак-батир. Після цього султан Хак-Назар захопив володіння останнього. Західний кордон ханства пройшов Аралом. Ще пізніше Хак-Назар завдав нищівної поразки Буйдаш-хану, який утік до Могулістану, а також захопив Західне Жетису.
1538 року після смерті Тугум-хана до влади прийшов Хак-Назар, відтоді й завершилась громадянська війна.

## Наслідки
Казахське ханство сягнуло внутрішньої єдності, однак при цьому втратило майже половину всієї своєї території. Західний Казахстан опинився в руках Ногайської орди, Східний — Ойратського ханства, Північний — Сибірського ханства, Східне Семиріччя — Могулістана, а Ташкент — Бухарського ханства.